# Władimir Czerniawski
Władimir Iljicz Czerniawski (ros. Владимир Ильич Чернявский, ukr. Володи́мир Іллі́ч Черня́вський, ur. 1893 w Odessie, zm. 1937) – działacz partyjny Ukraińskiej SRR, członek KC KP(b)U (1927-1937), sekretarz KC KP(b)U (1930-1932).

## Życiorys
Od 1911 w SDPRR(b), aresztowany, skazany na administracyjne osiedlenie się pod nadzorem policji, po ponownym aresztowaniu skazany na osiedlenie w guberni tobolskiej. W 1917 członek Komitetu Wykonawczego Rady Kijowskiej i Centralnej Rady Związków Zawodowych Ukrainy, w styczniu 1918 sekretarz kijowskiego komitetu rewolucyjnego, od 1918 w działalności podziemnej w guberni kijowskiej, 1919 pełnomocnik KC KP(b)U pracy zafrontowej, sekretarz kijowskiego gubernialnego komitetu KP(b)U. Od 1920 w Armii Czerwonej, funkcjonariusz partyjny w Kijowie i Winnicy, sekretarz połtawskiego gubernialnego komitetu KP(b)U, 1923 działacz partyjny w Jekaterynosławiu), 1923-1925 prokurator guberni odeskiej. Od października 1925 do lutego 1927 kierownik wydziału kijowskiego okręgowego komitetu KP(b)U, od 12 grudnia 1925 do 20 listopada 1927 zastępca członka Centralnej Komisji Kontroli KP(b)U, od grudnia 1927 do 12 listopada 1929 sekretarz odpowiedzialny odeskiego okręgowego komitetu KP(b)U, od 29 listopada 1927 do 30 sierpnia 1937 członek KC KP(b)U. Od 29 listopada 1927 do 5 czerwca 1930 zastępca członka Sekretariatu KC KP(b)U i członek Biura Organizacyjnego KC KP(b)U, 1929-1930 kierownik wydziału KC KP(b)U, od 15 czerwca 1930 do 30 sierpnia 1937 zastępca członka Biura Politycznego KC KP(b)U, od 13 grudnia 1930 do 28 stycznia 1932 sekretarz KC KP(b)U i ponownie członek Biura Organizacyjnego KC KP(b)U. Od lutego do października 1932 I sekretarz Komitetu Obwodowego KP(b)U w Dniepropetrowsku, od października 1932 do 16 sierpnia 1937 I sekretarz Komitetu Obwodowego KP(b)U w Winnicy. 20 grudnia 1935 odznaczony Orderem Lenina. 1937 aresztowany i rozstrzelany.